# German-American Bund
German-American Bund (niem. Amerikadeutscher Volksbund, w skrócie AV) – pronazistowska organizacja skrajnie prawicowa, zrzeszająca wyłącznie Amerykanów niemieckiego pochodzenia, utworzona w 1936 roku w Stanach Zjednoczonych w miejsce działającej wcześniej organizacji Friends of the New Germany. Miała na celu propagowanie ideologii narodowosocjalistycznej w kraju oraz kreowanie pozytywnego wizerunku III Rzeszy. Po wybuchu II wojny światowej prowadziła kampanie na rzecz izolacjonizmu Stanów Zjednoczonych i nieinterwencjonizmu w konflikt. W 1939 roku wykazano powiązania German-American Bund z władzami III Rzeszy. Wkrótce potem skazano jej przywódcę Fritza Juliusa Kuhna oraz innych działaczy. W 1941 roku, po przystąpieniu Stanów do wojny, organizacja została zdelegalizowana.

## Powstanie

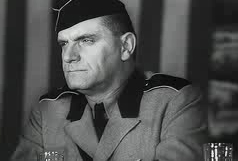
Fritz Julius Kuhn

I wojna światowa przyczyniła się do pojawienia się wśród Amerykanów nastrojów antyniemieckich. Dochodziło do sytuacji, w których lokalne społeczności zakazywały działania wydawnictw niemieckojęzycznych i niemieckich towarzystw kulturalnych. Zabroniono słuchania niemieckiej muzyki, wydawania instrukcji w języku niemieckim, a biblioteki usuwały ze swoich zbiorów książki w tym języku. Sytuacja ta sprawiła, że wielu Amerykanów niemieckiego pochodzenia zmuszonych było do ukrywania swojej tożsamości . W latach 20. XX wieku do Stanów Zjednoczonych napłynęła nowa fala imigrantów z Niemiec. Wśród nich były grupy, które nie poddały się asymilacji i akcentowały swoją niemieckość. Należeli do nich faszyści obawiający się ruchów socjalistycznych i komunistycznych w niestabilnym i ogarniętym kryzysami państwie. W Detroit w 1924 roku powstała Free Society of Teutonia – organizacja zrzeszająca niemiecką klasę średnią w Ameryce. Dwa lata później nazwę Teutonii zmieniono na National Socialist Society of Teutonia. Według amerykańskich dokumentów, połowa jej członków należała do NSDAP . W maju 1933 roku faszyzujące niemieckie organizacje z całego kraju połączyły się pod nazwą Friends of the New Germany. Rosnące napięcia na tle nacjonalistycznym wraz z napięciami politycznymi na arenie międzynarodowej doprowadziły do reorganizacji ruchu i zmiany jego nazwy. W ten sposób powstał German-American Bund, na którego czele stanął pochodzący z Niemiec Fritz Julius Kuhn .

## Ideologia

Flaga młodzieżówki German-American Bund

Organizacja przyjmowała tylko Amerykanów, którzy udowodnili swoje niemieckie pochodzenie. Kuhn połączył nacjonalizm, pangermanizm, amerykański patriotyzm oraz ideologię białej supremacji. Na tej podstawie Bund głosił hasła o wspólnym, aryjskim pochodzeniu Niemców i Amerykanów. Statut organizacji stanowił, że jej członkowie muszą jednakowo bronić praw i instytucji Stanów Zjednoczonych jak niemieckiej krwi, ojczyzny oraz swoich braci i sióstr . Promowano pogląd, iż George Washington był pierwszym faszystą, który chciał umocnić rządy jednostki kosztem demokracji . Od NSDAP przejęto umundurowanie, salut rzymski jako pozdrowienie, a także swastykę, jako symbol aryjskiego nacjonalizmu. Bund posiadał własne oddziały szturmowe, w których mogło być nawet 8000 osób  .
Bund uważał, że białej Ameryce oraz chrześcijańskiej cywilizacji zagrażają Żydzi, komunizm, socjalizm, liberalizm. Były to czynniki uważane przez organizację za tożsame. Nawoływano do bojkotu żydowskich przedsiębiorstw  . Organizacja krytykowała politykę New Deal prezydenta Franklina D. Roosevelta, łącząc go ze środowiskami żydowskimi .
Po wybuchu II wojny światowej Bund nawoływał do neutralności Stanów Zjednoczonych, podkreślano zalety izolacjonizmu i nieingerencji w sprawy europejskie. Wielu członków organizacji odmawiała służby wojskowej, uznając ją za nieuzasadnioną .

## Działalność
Organizacja miała charakter ogólnokrajowy. W całych Stanach posiadała 70 oddziałów . Szacuje się, iż w Bundzie było 25 000 osób płacących składki. Minimalna darowizna wynosiła 50 centów, a miesięczna składka 75 centów.
Organizacja zaangażowała się w działalność propagandową i wychowawczą. Szczególną rolę odgrywały dzieci, które mogły wyjechać na specjalne obozy dla niemieckiej młodzieży . W całym kraju było ok. 20 obozów . Najważniejsze z nich to: Camp Siegfried w Yapahank, Hindenburg Park w Los Angeles, Camp Deutschhorst w Croydon, Camp Efdende w Detroit, Deutsche Centrale Farm w Cleveland. Podczas pobytu w takich obozach odbywały się zajęcia ze strzelectwa, musztry, polowania czy eugeniki. Dostępne były biblioteki z literaturą propagandową. Dziewczyny mogły zrzeszyć się we Frauenschaft Division . Obozy służyły także dorosłym jako miejsca spotkań. Mężczyźni mogli odbywać w nich kursy z przysposobienia obronnego czy uczyć się musztry . 
Bund skupiał się na tzw. sąsiedzkim planie. Polegał on na wzmacnianiu więzi lokalnych, niemieckich wspólnot. Wykorzystywano przy tym amerykański styl życia i woluntaryzm, organizując sąsiedzkie spotkania czy prelekcje. W swojej działalności organizacja skupiała się na ludziach młodych, z klasy średniej. Chciano ich zainteresować nazizmem i zaangażować w działalność Bundu .
Organizacja organizowała również publiczne marsze i zebrania. 22 lutego 1940 roku w Nowym Jorku Bund świętował urodziny Washingtona. Podczas wystąpień chwalono amerykański patriotyzm oraz umiłowanie wolności, a także nawoływano do zwalczania antygermańskich postaw. W trakcie uroczystości obok siebie wisiały portrety Adolfa Hitlera oraz Washingtona. Podobnie było z flagami amerykańską i III Rzeszy . Na marszu na cześć Washingtona oraz ustanowienia praw białego człowieka w Stanach w 1939 roku w Nowym Jorku zgromadziło się 20 000 osób. Część z marszy kończyła się rozruchami lub było blokowanych przez organizacje żydowskie, antyfaszystowskie lub socjalistyczne .
German-American Bund współpracował z National Rifle Association, która pomagała w organizowaniu zajęć strzeleckich. Ponadto Bund chciał pokazać w ten sposób przywiązanie do amerykańskich wartości. Bund posiadał status organizacji afiliowanej przy NRA. Współpracował także z Ku Klux Klanem, the Christian Enforcers czy Silver Shirts  .

Nie cała społeczność Amerykanów niemieckiego pochodzenia popierała działalność German-American Bund. Część z nich była przeciwna rasistowskiej i antysemickiej retoryce organizacji. Uważano, że ruch ten szkodzi wizerunkowi Niemców w Stanach Zjednoczonych i może doprowadzić do ich izolacji . Działalność Bundu była obserwowana przez FBI, a w 1939 roku the House Un-American Activities Committee w swoim śledztwie udowodnił powiązania ruchu z III Rzeszą. Doprowadziło to do licznych zatrzymań i aresztowań działaczy Bundu, w tym Kuhna. Po tym, jak Hitler wypowiedział wojnę Stanom Zjednoczonym w 1941 roku, FBI zatrzymało dokumentację organizacji oraz jej członków. Ostatecznie w grudniu 1941 roku amerykański rząd zdelegalizował German-American Bund .

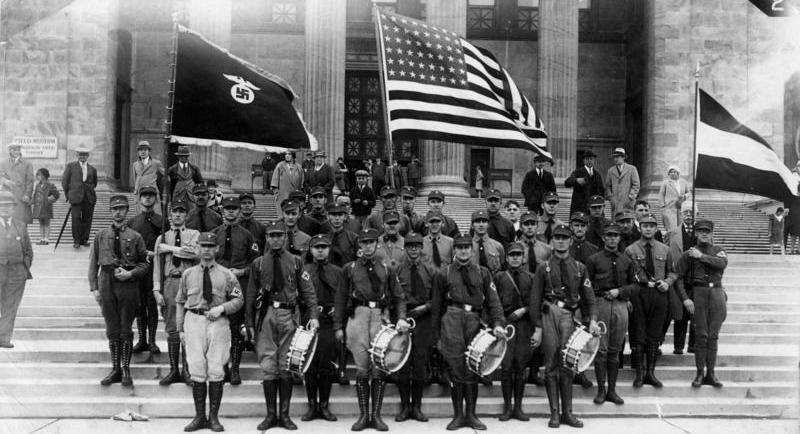
Oddział bojówkarzy w Chicago
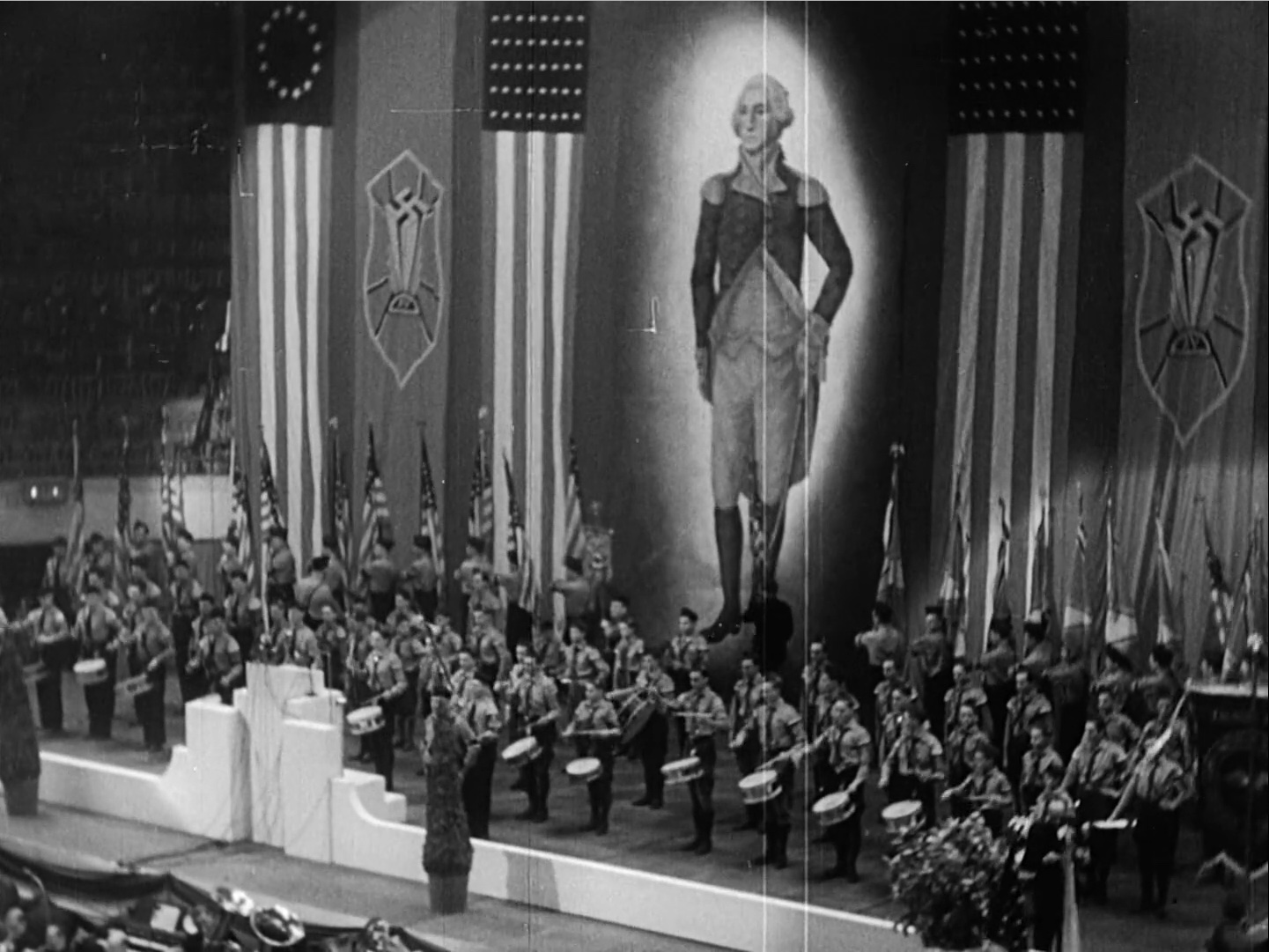
Zjazd Bundu w Nowym Jorku w 1939 roku
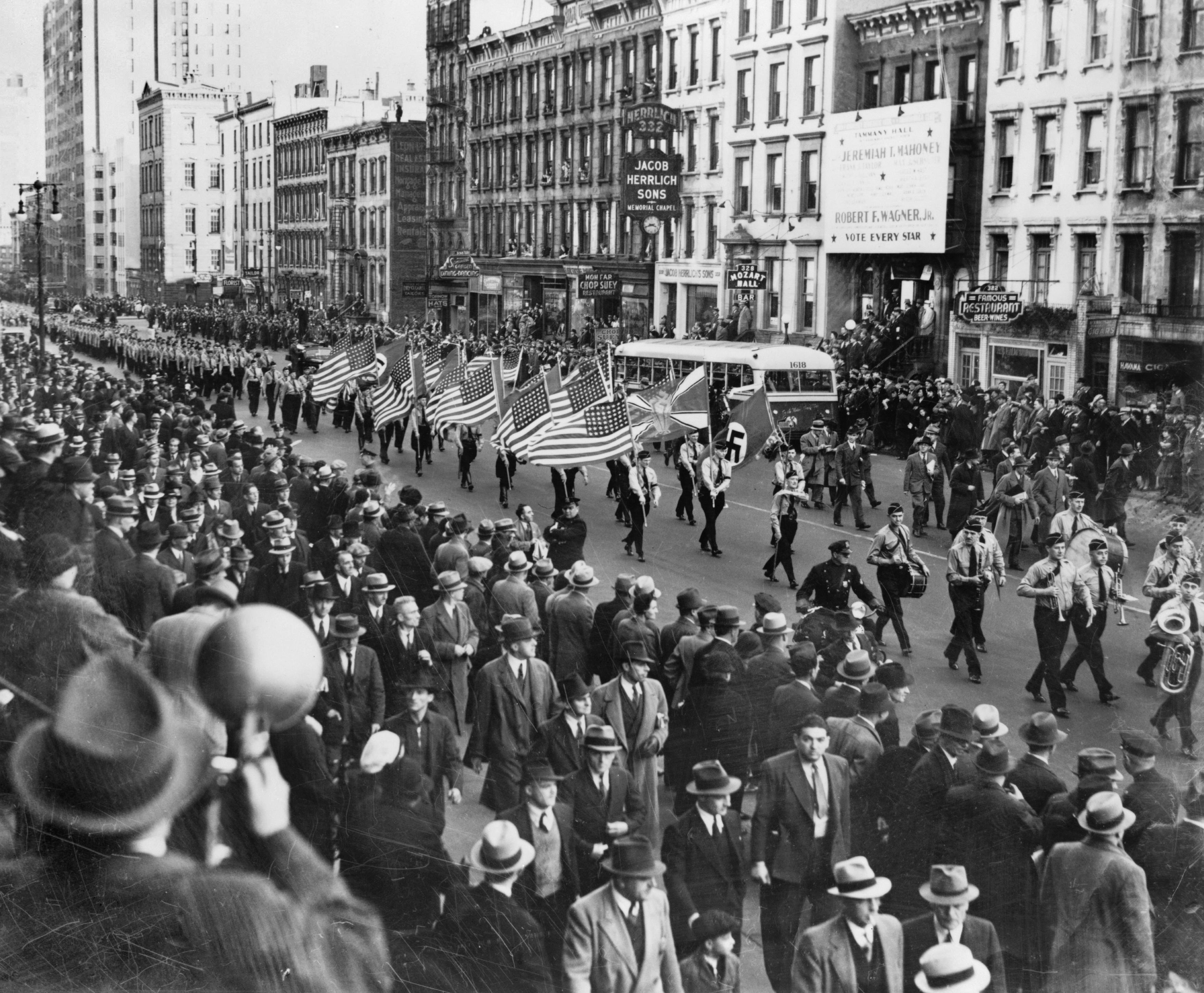
Przemarsz Bundu ulicami Nowego Jorku
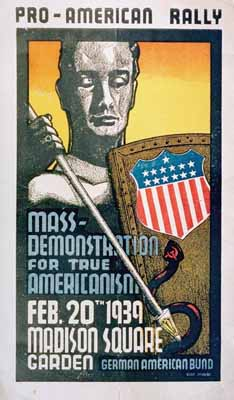
Plakat zjazdu Bundu w Madison Square Garden w 1939 roku